# Bótoa
Bótoa es una aldea perteneciente al término municipal de la ciudad de Badajoz, capital de la provincia de Badajoz, en la comunidad autónoma de Extremadura, en España (dentro de la pedanía de Valdebótoa). En ella se encuentra el acuartelamiento de la Brigada de Infantería Mecanizada "Extremadura" XI del Ejército de Tierra. A esta brigada pertenece, entre otros, el Regimiento de Infantería Mecanizada Castilla n.º 16 y a este acuartelamiento se trasladó desde el anterior que estaba situado en la Cañada de Sancha Brava, en la carretera de Valverde de Leganés, a unos 4 km de Badajoz.

## Situación geográfica y accesos
La aldea o dehesa de Bótoa se encuentra a 17 km de la capital, Badajoz (en la pedanía de Valdebótoa). Por la carretera EX 100 que va de Badajoz a Cáceres y a unos 6 km pasado Gévora hay que desviarse a la izquierda para continuar por la carretera C-530 hacia Alburquerque y a unos dos o tres km del pueblo de Valdebótoa, en la margen derecha de la carretera en dirección a Alburquerque, se encuentra la ermita.

## Orígenes
Ahondando en la historia, la influencia de la época romana lleva a situarse en los orígenes de los lugares y cosas hasta hace poco desconocidas y de gran importancia para descubrir más datos de ellos. 
Hay que remontarse al año 1284 para descubrir que ya entonces existía una pequeña aldea llamada Budua, que pasó después a llamarse Bótova y definitivamente Bótoa cuando la conquistó el rey Alfonso IX en 1230. Las excavaciones que se hicieron en este lugar corroboran su origen por los restos romanos que allí se encontraron. Eso hace suponer que en distintas épocas estuvo habitada por los romanos y los musulmanes.

## Emplazamiento
Está emplazada en una amplia llanura por la que corren la ribera del río Gévora y el río Zapatón, muy cerca de la Ermita. Perdiendo la mirada hacia el horizonte se divisan las sierras que se alejan hacia Portugal.
En 1664 la pequeña aldea de Bótoa pasó a ser Santuario donde se encuentra la ermita en la que se venera a través de todos los tiempos una Virgen, llamada de Bótoa por ser el lugar donde se apareció y donde se encuentra. 
La Romería se celebraba a lo largo y ancho del lugar. Con el paso del tiempo la dehesa fue vallada y se redujo bastante el terreno para el disfrute de los romeros.

## Flora
En el paisaje de Bótoa podemos contemplar extensos campos de encinas y alcornoques; a la vez que abunda la retama, la jara, la esparraguera, la encina, la coscoja, el romero o el tomillo. Además hay interminables alfombras de amapolas, margaritas y flores silvestres.

## Fauna

### Aves
Entre las aves de Bótoa destacan la cigüeña blanca, los verdecillos (verderones), los gorriones (pardales), las cogujas (cogutas), los gilgueros, los rabilargos (rabuos), los bengalíes, los escribanos, los cernícalos, los aguiluchos o las lechuzas.

### Mamíferos
Entre los mamíferos destacan los erizos, los topos, las musarañas, las liebres, los murciélagos, los topillos, el ratón de campo, la jineta y de manera escasa el tejón y la comadreja.

### Anfibios
Entre los anfibios destacan sapos y ranas, galápagos, lagartijas y lagartos, culebrillas y culebras.

### Invertebrados
Entre los invertebrados destacan los escorpiones, la lombriz o el ciempiés.

### Insectos
Dentro de la familia de los insectos se encuentran libélulas, hormigas rojas (mantequeras), arañas, avispas, mariposas o escarabajos.

## Ermita de Bótoa

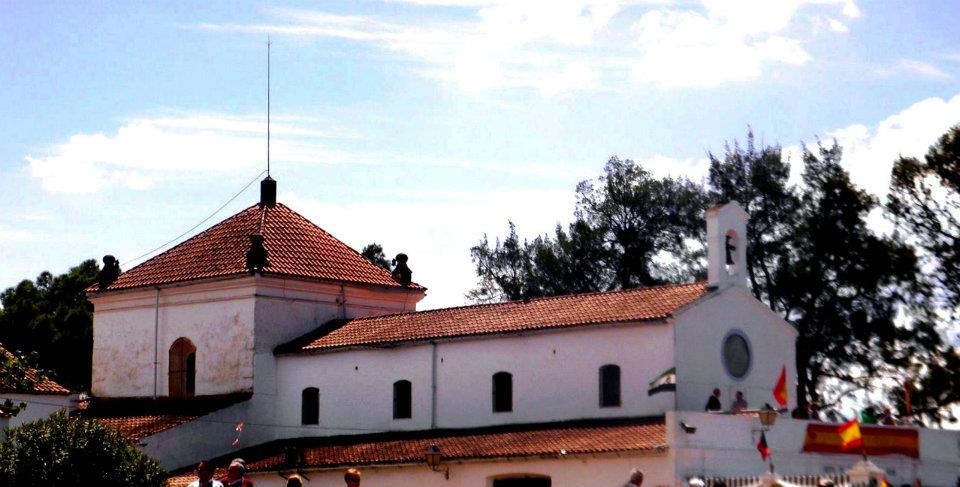
Ermita de Bótoa (Badajoz, España).